# 14. pehotni polk (Avstro-Ogrska)
Za druge 14. polke glejte 14. polk.
14. pehotni polk je bil pehotni polk k.u.k. Heera.

## Zgodovina
Polk je bil ustanovljen leta 1733. 

### Prva svetovna vojna
Polkovna narodnostna sestava leta 1914 je bila sledeča: 98% Nemcev in 2% drugih. Naborni okraj polka je bil v Linzu, pri čemer so bile tudi vse polkovne enote garnizirane v tem mestu.
Med prvo svetovno vojno se je polk bojeval tudi na soški fronti. Med enajsto soško ofenzivo se je polk izkazal 10. septembra 1917 v protinapadu na koto 552 (na Škabrijelu), pri čemer so zajeli 600 italijanskih vojakov in 12 mitraljezov.
V sklopu t. i. Conradovih reform leta 1918 (od junija naprej) je bilo znižano število polkovnih bataljonov na 3.

## Organizacija
1918 (po reformi)
- 1. bataljon
- 2. bataljon
- 3. bataljon

## Poveljniki polka
- 1859: Adolph Schütte von Warensberg[9]
- 1865: Adolph Schütte von Warensberg[10]
- 1879: Joseph Grossmann von Stahlborn[11]
- 1908: Johann Linhart[12]
- 1914: Friedrich von Löw[1]